# 杨析综
杨析综（1928年—2007年7月21日），男，四川大邑人，中华人民共和国政治人物。

## 生平
杨析综毕业于四川大学中文系，毕业后担任彭县城关区征粮队副组长、彭县敖平税务所副所长、所长。1952年9月，加入中国共产党。1957年，担任四川省广汉中学校长。1963年，担任广汉县县长。1975年，担任中共郫县县委书记、中共温江地委书记。1982年，担任中共四川省委副书记、次年兼任四川省人民政府省长。1985年，担任中共河南省委书记、同年兼任河南省军区党委委员。1989年，兼任河南省人大常委会主任。1993年，回任四川省人大常委会主任。1999年离任。